# إدجار ميتشيل
إدجار ميتشيل (بالإنجليزية: Edgar Mitchell) ‏(17 سبتمبر 1930 - 4 فبراير 2016) هو أحد رواد الفضاء الأمريكيين الذين قاموا ببعثات إلى القمر .ولد إدجار ميتشيل في 17 سبتمبر 1930 وكان طيارا تابعا للقوات الجوية الأمريكية ، ودرس هندسة الطيران قبل أن تختاره ناسا من ضمن مجموعة رواد الفضاء للقيام ببرنامج أبولو. كان ميتشيل ربانا للمركبة القمرية Lunar Module خلال رحلة أبولو 14 وأمضى 9 ساعات على سطح القمر للتنقيب عن صخور وعينات تساعد على التعرف على طبيعة القمر وعلاقة نشأته بالأرض. واختيرت منطقة أعالي فرا مورو القمرية كموقع لهبوط المركبة القمرية وكان ميتشيل الشخص السادس الذي يمشي على سطح القمر .
- كان ألان شيبارد قائد رحلة أبولو 14 ونزل مع ميتشيل إلى سطح القمر . وفي الوقت الذي كان فيه ميتشيل وشيبارد على سطح القمر ينقبون على عينات من صخوره وتربته ، كان زميلهم الثالث ستوارت روزا ربانا للمركبة الفضائية Command and service Module يدور في مدار حول القمر في انتظارهما لكي يعودوا سويا إلى الأرض.
- حاول أن يقوم إدجار ميتشيل بتجربة عن نقل الأفكار عبر مسافات طويلة عن طريق التركيز في التفكير ومحاولة بعث تلك المعلومة إلى عدة أشخاص من أصدقائه على الأرض بينما كان هو في مركبة الفضاء في طريقه إلى القمر على بعد نحو 200.000 كيلومتر إلا أن تجربته لم تنجح .
- من أقوال إدجار ميتشيل:" عندما نطير إلى المريخ - ولا شك أننا سنفعل ذلك - يكون من الهبل أن ننظر إلى الأرض ونقول: أنا قادم من الولايات المتحدة الأمريكية ، أو من ألمانيا أو من فرنسا أو إنجلترا أو إسرائيل . وإنما نحن قادمون من الأرض ! ولكننا لم نصل بعد إلى تلك الدرجة من الرشد."

## اقرأ أيضاً
- نيل أرمسترونج
- بز ألدرن
- مايكل كولينز
- جون يونغ
- ألان بين
- ريشارد جوردن
- ديفيد سكوت
- ألفريد وردن
- جيمس إروين
- فاروق الباز
- أبولو 11
- أبولو 10
- أبولو 8
- أبولو 17

## وصلات خارجية
- إدجار ميتشيل على موقع IMDb (الإنجليزية)
- إدجار ميتشيل على موقع الموسوعة البريطانية (الإنجليزية)
- إدجار ميتشيل على موقع إن إن دي بي (الإنجليزية)
- إدجار ميتشيل على موقع قاعدة بيانات الفيلم (الإنجليزية)
- Homepage von Edgar Mitchell (englisch)
- Aufruf für eine Parlamentarische Versammlung bei den Vereinten Nationen
- NASA Images[وصلة مكسورة]
- US-Astronaut: "Menschheit ist nicht allein im All" 21. April 2009,